# Ali Boulehsa
Behilil Walid (en arabe : علي بولحسة), né le 9 novembre 1991 en Algérie, est un handballeur international algérien.

## Palmarès

### En équipe d'Algérie
Championnats du monde
- 30e place au Championnat du monde 2025 ( Croatie/ Danemark/ Norvège)

Championnats d'Afrique
- Médaille d'argent au Championnat d'Afrique 2024 ( Égypte)